# 黄瘤孢素
黄瘤孢素是一种有机化合物，分子式C11H12O5，存在于金孢菌寄生（Hypomyces chrysospermus）等真菌中。